# Кедровий (Тайгинський міський округ)
Кедро́вий (рос. Кедровый) — селище у складі Тайгинського міського округу Кемеровської області, Росія.

## Населення
Населення — 308 осіб (2010; 319 у 2002).
Національний склад (станом на 2002 рік):
- росіяни — 95 %